# GE HealthCare
GE HealthCare Technologies Inc. — американська глобальна компанія з медичних технологій зі штаб-квартирою в Чикаго, штат Іллінойс.
Станом на 2017 рік компанія була виробником і дистриб’ютором засобів діагностичної візуалізації та радіофармацевтичних препаратів для методів візуалізації, які використовуються в процедурах медичної візуалізації. Він пропонує барвники, які використовуються в процедурах магнітно-резонансної томографії; виробляє медичне діагностичне обладнання, в тому числі комп'ютерну томографію; МРТ, рентген; ультразвук; Cath Labs; мамограма; Nuclear Medicine Cameres; і розробляє технології охорони здоров’я для медичної візуалізації та інформаційних технологій, медичної діагностики, систем моніторингу пацієнтів, дослідження захворювань, відкриття ліків і біофармацевтичного виробництва. Вона була зареєстрована в 1994 році і працює в більш ніж 100 країнах.

## Історія
У 2021 році GE розпочала співпрацю зі Spectronic Medical для створення програмного забезпечення на основі ШІ.
9 листопада 2021 року «General Electric» оголосила про поділ на три публічні компанії інвестиційного рівня. «GE Healthcare» є однією з трьох запланованих фірм. «GE Healthcare» було виділено з «General Electric» (GE) 4 січня 2023 року, після чого GE зберегла 20% акцій компанії «GE Healthcare» як новий співвласник, а компанію «GE Healthcare» було зареєстровано на фондовій біржі Nasdaq.
У лютому 2023 «GE HealthCare» придбала «Caption Health», виробника медичних технологій ШІ зі штаб-квартирою в Сан-Матео, за невідому суму. 